# Klooster van Alcobaça

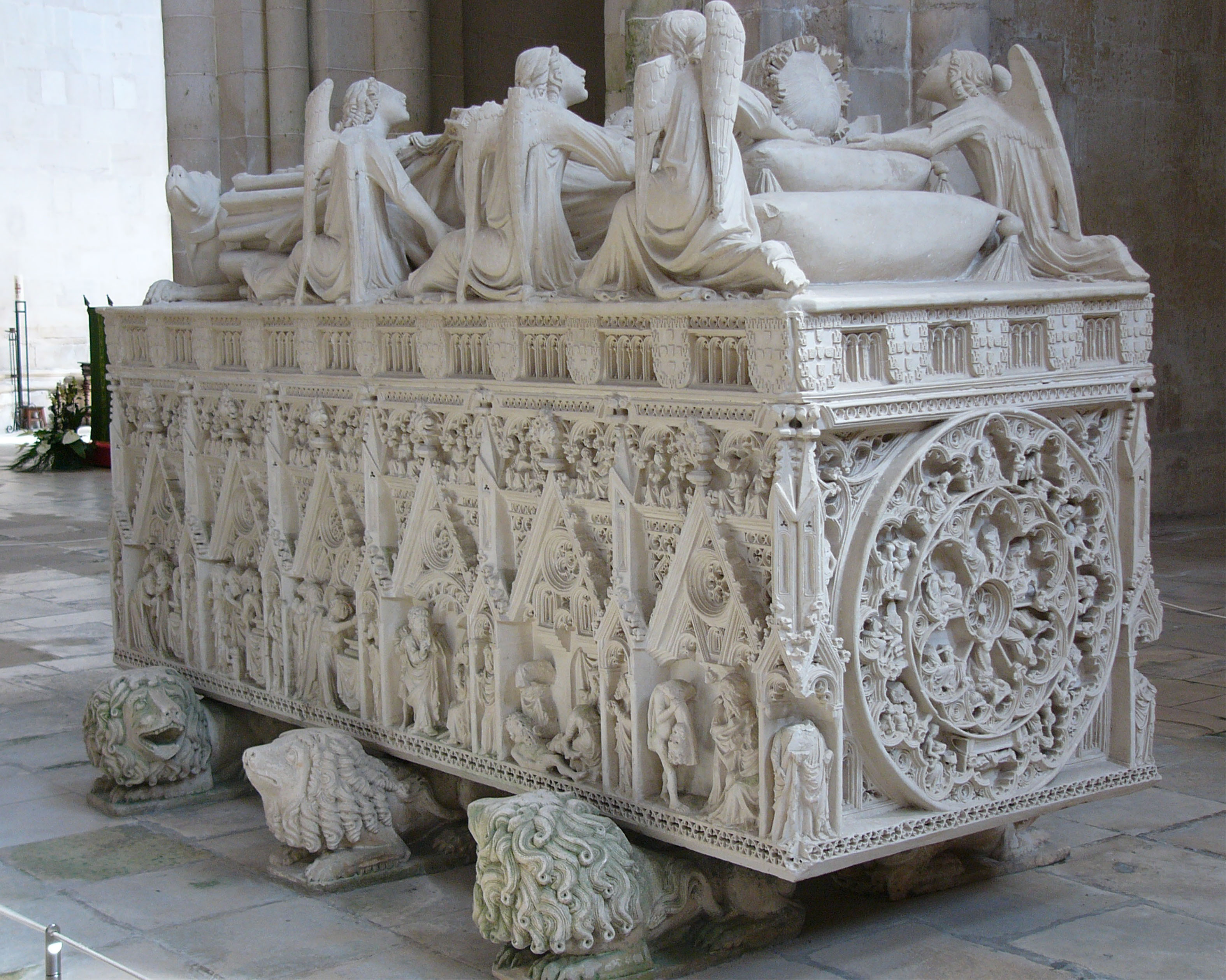
De graftombe van koning Peter I

Het Klooster van Alcobaça is een cisterciënzer klooster uit de 12e eeuw. De volledige naam van het klooster is Santa Maria de Alcobaça. Alcobaça is een kleine stad circa 100 kilometer ten noorden van Lissabon aan de samenvloeiing van de Alcoa en de Baça.

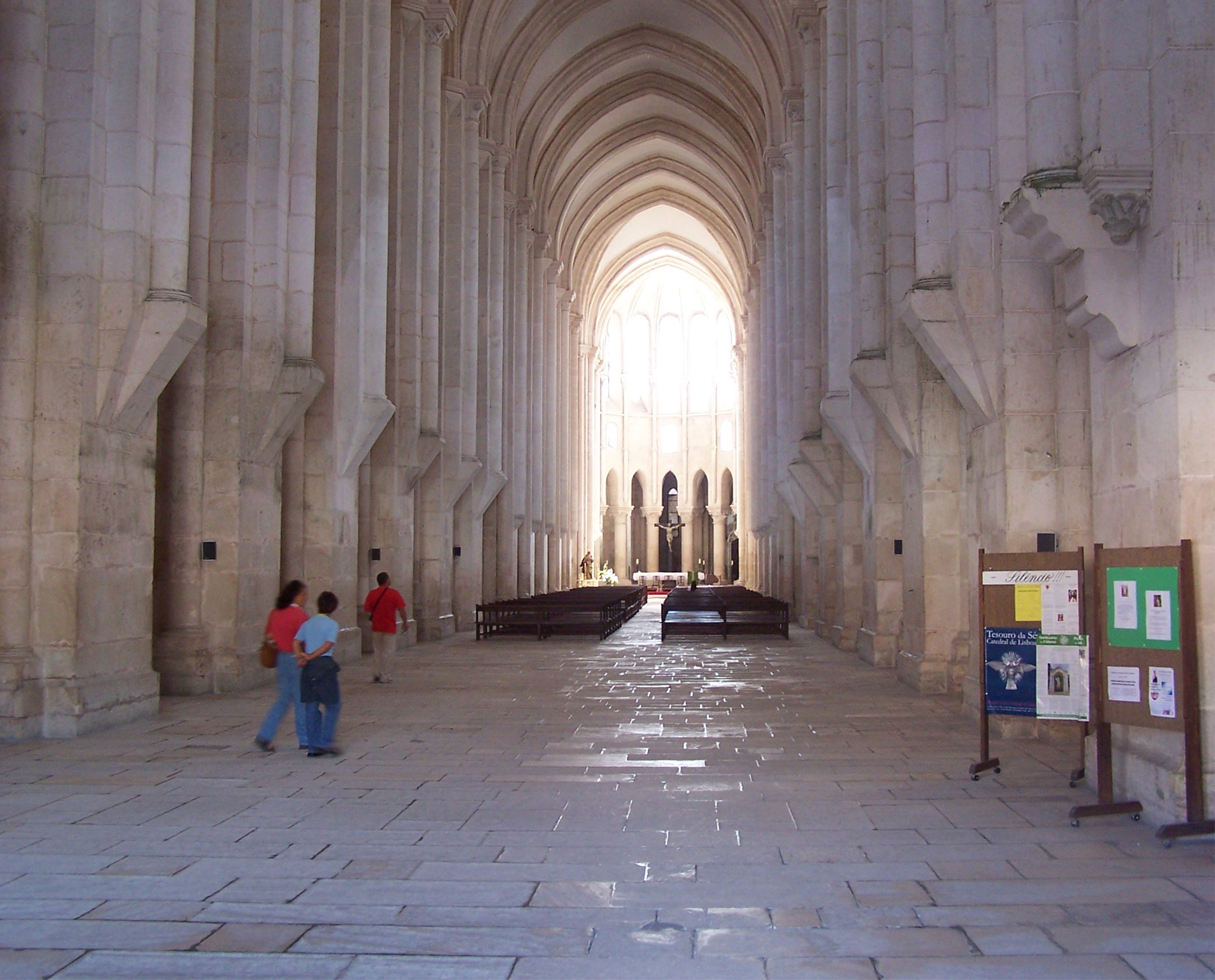
De middenbeuk van de kerk

De geschiedenis van het klooster is nauw verbonden met het Portugese koningshuis en de strijd om de Moren terug te drijven. Koning Alfons I beloofde de grond waarop het klooster gebouwd is aan de heilige Bernard als de verovering van Santarém op de Moren zou lukken. Zo geschiedde in 1147, en in 1178 startten de cisterciënzers met de bouw van dit klooster, tegelijkertijd met dat in Clairvaux.
Kerk en klooster zijn de eerste gotische gebouwen in Portugal. Omwille van hun omvang, de zuiverheid van de architectuur, de mooie materialen en de zorg waarmee ze gebouwd werden, is dit meesterwerk van cisterciënzer gotiek sinds 1989 erkend als Werelderfgoed door de UNESCO. Daarnaast werd het in 2007 uitgeroepen tot een van de zeven wonderen van Portugal.
Het bouwpatroon van de abdij is dit van de modelabdij van Clairvaux. Aan de hoofdingang van de kerk werden later twee baroktorens toegevoegd. Het portaal en het roosvenster erboven zijn nog origineel. Het 106 meter lange schip maakt indruk door de strenge soberheid en het overvloedige licht van de cisterciënzer architectuur. In de dwarsbeuk vallen twee monumentale graftombes op.
De twee graftombes zijn die van kroonprins Peter I van Portugal en van zijn minnares, postuum wettelijk verklaarde echtgenote en moeder van hun vier kinderen Inês de Castro, de dochter van een Galicische edelman. Peters vader, koning Alfons IV van Portugal, had de minnares van zijn zoon om politieke redenen laten vermoorden. Na na de dood van zijn vader in 1357 beklom Peter de troon. In 1360 zwoer hij op het evangelie dat hij reeds geruime tijd voor de moord op Inês met haar was getrouwd. Een jaar later liet hij haar volgens de legende opgraven en in de abdijkerk in een tombe plaatsen. Zelf werd hij in 1367 in de andere tombe begraven. De twee geliefden liggen er naar elkaar gekeerd opdat ze op de dag van de verrijzenis elkaar in de ogen zouden kijken. Hun tragisch liefdesverhaal vormt het thema van verscheidene werken uit de literatuur (Luís de Camões, Victor Hugo, Henry de Montherlant), de muziek (Nicola Antonio Zingarelli, James MacMillan) en de film.
Wijnstreek Alto Douro · Stadscentrum van Angra do Heroismo op de Azoren · Klooster van Batalha · Convent van Christus in Tomar · Cultuurlandschap van Sintra · Historisch centrum van Évora · Historisch centrum van Guimarães · Landschap van de wijncultuur op het eiland Pico · Laurisilva van Madeira · Klooster van Alcobaça · Hiëronymietenklooster en toren van Belém in Lissabon · Historisch centrum van Porto · Prehistorische rotskunst in de Côavallei · de stad Elvas en haar verdedigingswerken · Universiteit van Coimbra - Alta en Sofia · Koninklijk gebouw van Mafra: paleis, basiliek, klooster, Cerco-tuin en jachtpark (Tapada) · Bom Jesus do Monte-heiligdom in Braga
- Gemeinsame Normdatei: 4315209-0
- Library of Congress Control Number: n85369799
- Nationale Bibliotheek van Tsjechië: ko20211121897
- Nationale Bibliotheek van Israël: 987007596962905171
- Système universitaire de documentation: 031187218
- Virtual International Authority File: 141972723